# Mickey Mouse Club
The Mickey Mouse Club (El club de Mickey Mouse, en español) fue un show de variedades estadounidense, creado por Walt Disney, producido por Walt Disney Productions y emitido por ABC desde el 3 de octubre de 1955. Incluía regularmente un reparto de artistas adolescentes, los cuales siempre iban siendo renovados. The Mickey Mouse Club fue revivido y reformateado varias veces desde su transmisión inicial en ABC, entre los años 1955-1959.
En 1989, The Disney Channel revivió el show con un formato diferente, que era muy similar a otros populares del momento como Usted no Puede Hacer Eso en la Televisión o Saturday Night Live.

## Programación de los tiempos y el aire
La serie salió al aire de lunes a viernes, 5:30 / 4:30 CCT durante las temporadas 1-5. Se transmitió de lunes a jueves, 5:30 / 4:30 CST en la temporada 6. En su última temporada al aire se transmitió los jueves de 7:30 / 6:30 CCT. El nuevo show se estrenó el lunes 24 de abril de 1989, y terminó el 22 de octubre de 1994. La serie se transmitió en los canales locales de televisión en todo Estados Unidos y Canadá. Las temporadas 3, 5 y 7 contaron con más episodios. las temporadas 4 y 6 fueron más cortos, teniendo alrededor de 55 episodios cada una.

## Formato
El título completo del nuevo espectáculo es el nuevo Mickey Mouse Club, pero es más comúnmente llamado MMC. Grabado ante un público en el estudio Disney's Hollywood Studios en Orlando. El show fue una mezcla de películas o series de acción real, sketches en vivo, comedia y canciones. Los Mouseketeers hicieron sus propias versiones de canciones populares en vivo y en vídeos musicales. Emerald Cove es una telenovela protagonizada por Mouseketeers y salieron al aire una vez por semana durante 10 minutos.
La primera época de este programa (1955-59) presentó diversas series de acción real creadas exclusivamente para el programa y que duraban en torno a 10 minutos cada una. En la segunda época (1977) presentó varias películas de acción real de Disney de los años 50 y 60 en lugar de series, mientras que la última versión (1989-94) solo presentó una serie, también de acción real: Emerald Cove.

## Reparto
Cinco miembros del espectáculo (Damon Pampolina, Tiffini Hale, Chase Hampton, Albert Fields y Deedee Magno Hall) formaron el grupo musical The Party, y produjeron cuatro álbumes. La sexta y séptima temporadas del show sería el punto de partida para varias superestrellas pop americano y actores: Britney Spears, Christina Aguilera, Justin Timberlake, Nikki DeLoach, Keri Russell y JC Chasez, así como el actor nominado al Oscar Ryan Gosling. Jessica Simpson y Countess Vaughn fueron finalistas. Nick Carter de los Backstreet Boys también fue llamado para participar de Mickey Mouse Club. Los únicos Mouseketeers que se mantuvieron en el programa hasta su cancelación en 1994 fueron Lindsey Alley, Jennifer McGill y Josh Ackerman. Tiffini Hale, JC Chasez y Chase Hampton volvieron para el final de temporada. 
Otros Mouseketteers relevantes son Tony Lucca, Mylin Brooks, Matt Morris y Rhona Bennett del grupo En Vogue.
- Datos: Q1070749
- Multimedia: The Mickey Mouse Club / Q1070749